# Japanse alk
De Japanse alk (Synthliboramphus wumizusume) is een vogel uit de familie Alcidae (alken). De vogel werd in 1836 door Coenraad Jacob Temminck beschreven als Uria wumizusume. Volgens Temminck was wumizusume de Japanse naam van de vogel. Het is een kwetsbare, endemische zeevogelsoort in het zeegebied rond Japan en de zuidkust van Zuid-Korea.

## Kenmerken

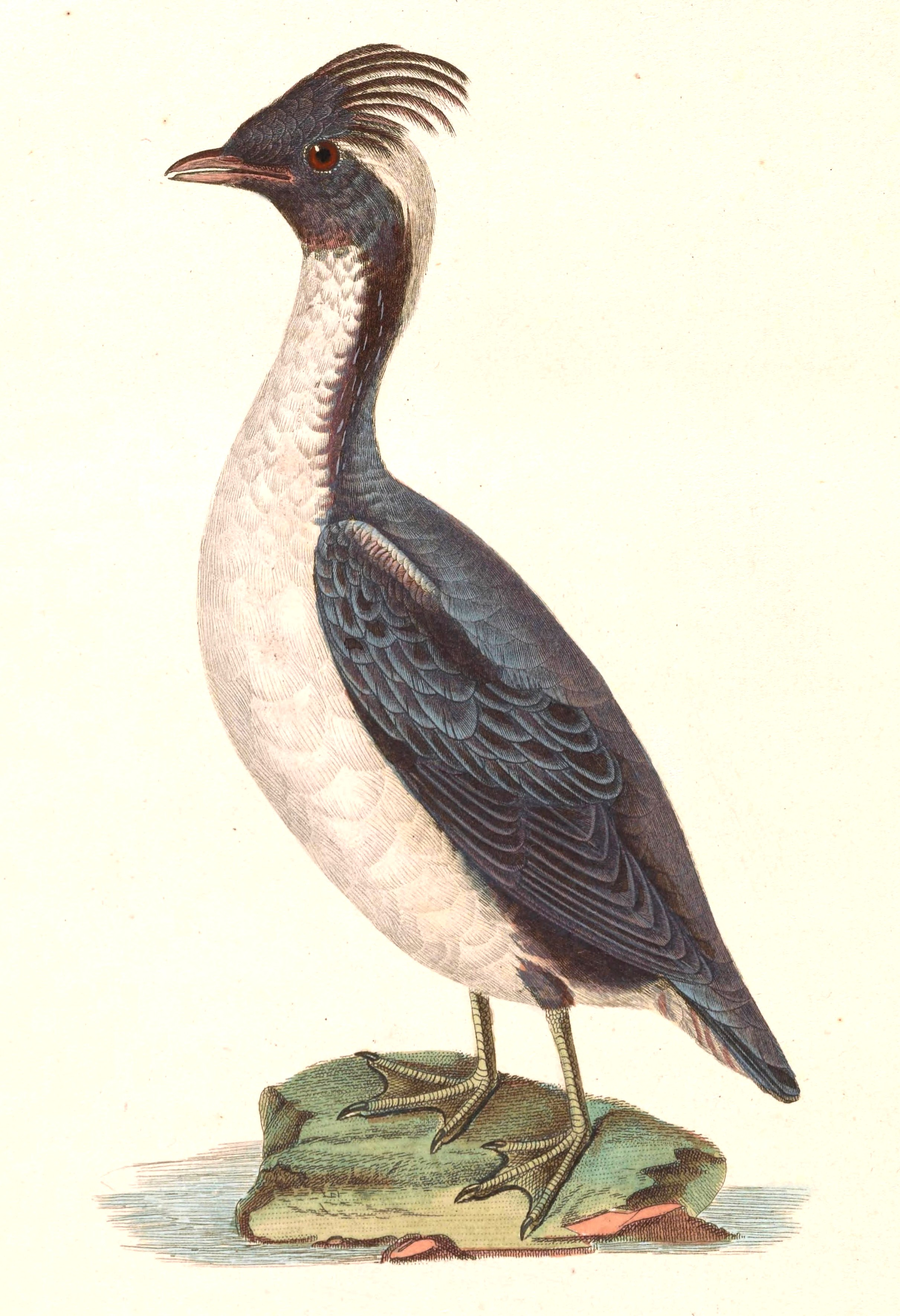
Afbeelding uit de beschrijving van Coenraad Jacob Temminck.

De vogel is 24 tot 26 cm lang. Het is een kleine soort alk, met een dikke, korte blauwgrijze snavel. De vogel is van boven zwart met een blauwe waas in het verenkleed en van onder is de vogel wit. Karakteristiek voor deze soort zijn de twee brede witte strepen boven het oog die elkaar in de nek raken. Daarboven is de kruin zwart met een zwarte kuif.

## Verspreiding en leefgebied
Deze soort is endemisch en broedt op rotsige eilanden en schiereilanden zoals Izu (schiereiland) rondom het eiland Honshu en zuidelijker gelegen eilanden tot aan de zuidkust van Zuid-Korea. Buiten de broedtijd verblijven de vogels op open zee in de buurt van de broedplaatsen, waarbij sommige dieren zich naar het noorden verplaatsen tot rondom het eiland Hokkaido.

## Status
De Japanse alk heeft een beperkt broedgebied en daardoor is de kans op uitsterven aanwezig. De grootte van de populatie werd in 2016 door BirdLife International geschat op 2,5 tot 10 duizend volwassen individuen en de populatie-aantallen nemen af. De eilanden waarop ze broeden worden verstoord door de activiteiten van sportvissers die verstoring veroorzaken, maar die lokken ook soorten meeuwen en kraaien die als predator gaan optreden in de broedkolonies. Daarnaast zijn de eilanden niet vrij van ratten, die ook een gevaar vormen voor broedende vogels, hun eieren en hun kuikens. Verder verdrinken zeevogels in drijfnetten van de beroepsvisserij en bestaat er een risico op olievervuiling. Om deze redenen staat deze soort als kwetsbaar op de Rode Lijst van de IUCN.